# La generació dels animals
De generatione animalium (en grec: peri zôôn genêseôs, Sobre l'origen dels animals) és una obra d'Aristòtil escrita el segle iv aC que tracta de la generació i desenvolupament embrionari dels animals inclosos els humans

## Contingut
Aquesta obera està basada en De partibus animalium i consta de cinc llibres. El primer llibre tracta dels òrgans sexuals, les llavors i la menstruació. La pròpia llavor, segons Aristòtil, no és part de la nova criatura. Aristòtil compara el mascle amb un fuster, la llavor amb l'eina i l'embrió amb la fusta processada (1,22). El segon llibre s'ocupa de la concepció i el desenvolupament embrionari primerenc, l'ordre de formació de les parts del cos (el cor s'hauria creat primer) i les causes de la infertilitat. El tercer llibre tracta de la reproducció dels animals ovípars i de les larves i també ofereix reflexions sobre la generació espontània, de l'existència de la qual Aristòtil n'estava convençut. Els temes del llibre quart són les causes del sexe de l'embrió, l'herència, la durada de la gestació o l'embaràs i el naixement. També tracta d'anomalies, que Aristòtil en diu “montruositats” les quals no serien només les malformacions embrionàries, sinó també altres incidents rars com la de tenir bessons. La no similitud d'un descendent amb els seus pares és una monstruositat segons Aristòtil. El llibre cinquè examina les característiques variables individuals, (com el color dels ulls o dels cabells) que no ho fan per causes finals, sinó per causes eficients

## Transcendència
Després de la mort dels estudiants d'Aristòtil el programa d'investigació que ell havia esbossat i començat amb els seus escrits zoològics, va quedar gairebé totalment abandonat, a part de Teofrast, que va escriure diversos tractats sobre animals que en la seva majoria no s'han conservat Al llarg de l'antiguitat ningú va escriure un comentari respecte De generatione animalium  i les altres obres zoològiques. Galè coneixia els escrits zoològics d'Aristòtil i els va utilitzar però no en va fer cap investigación en el sentit zoològic.
Des del segle novè De generatione animalium va comptar amb una traducció a l'àrab.
L'any 1220 Miquel Escot va traduir el  Llibre dels Animals  de l'àrab al llatí, sota el títol,  De Animalibus libri XIX .L'any 1260 Guillem de Moerbeke en va fer una segona traducció llatina.
De Animalibus  era un llibre de text bàsic per a la filosofía antropología i zoología escolàstica de la Baixa Edat Mitjana. Albertus Magnus va escriure extensament sobre la fertilitat en Aristòtil.
Després de 1450, l'humanista Theodorus Gaza en va fer una nova traducció al llatí impresa el 1476 i l'any 1504 va aparèixer la d'Aldo Manuzio a Venècia com a text estàndard. Hieronymus Fabricius (1537-1619) i William Harvey (1578-1657) també es van ocupar d el'embriologia d'Aristòtil.

## Traduccions (medievals)
- Gener Brugman i  Hendrik J. Drossaart Lulofs (ed.): «Aristòtil. Generació dels Animals. La Traducció Àrab comunament atribuïda a Yahya Ibn al-Biṭrīq , Brill, Leiden 1971
- Aafke MI van Oppenraaij (Eds.): «Aristòtil, De Animalibus. De Michael Scot Àrab-Amèrica Traducció , Part 3:  Els llibres XV-XIX: generació dels animals ', Brill, Leiden 1992

## Traduccions (moderna)
- Aristòtil: Über die Zeugung der Geschöpfe (Sobre la procreació de la criatures), traduït per Pau Gohlke, Paderborn 1959 (Aristòtil :. 'Vol' Els tractats  8.3)